# Submerman
Submerman est une série de bande dessinée française créée par le scénariste Jacques Lob et le dessinateur Georges Pichard. Publiée dans l'hebdomadaire jeunesse Pilote et le trimestriel Super Pocket Pilote entre 1967 et 1970, elle n'est partiellement éditée en album qu'à la fin des années 1970 par Glénat puis Dargaud. En 2001 et 2002, Pierre Le Gall reprend à la surprise générale la série le temps de deux albums chez Dargaud.
Cette série fantastique prend place dans un univers sous-marin. Submerman règne sur le royaume de Fonds Jolis, peuplé d'hommes pacifiques et bons, qui sont confrontés à un second peuple, écaillé et hostile. À ces luttes internes au monde marin s'ajoutent des tensions amenées par des humains de la surface : l'explorateur Goujon s'allie à Submerman tandis que trois autres, François Lebahu, Hans Muder et le professeur Plancton cherchent à réduire en esclavages ces êtres sous-marins.
Submerman signale, comme Blanche Épiphanie créée la même année dans V Magazine, la relance de la collaboration entre Lob et Pichard, après l'éphémère Ténébrax en 1964-1965. Elle marque de nombreux jeunes lecteurs d'alors par l'originalité de son univers coloré mais aussi son érotisme sous-jacent. Outre les récits d'aventure à suivre publiés dans l’hebdomadaire Pilote, Lob et Pichard ont créé pour son hors-série trimestriel au format poche Super Pocket Pilote neuf histoires courtes où ils se mettent en scène comme deux chercheurs auxquels Submerman explique la faune, la flore et les mœurs de son royaume.

## Publications

### Périodiques
L'ensemble de ces histoires est signé Jacques Lob et George Pichard. Cinq histoires à suivre de 28 pages et un récit court de deux pages ont été publiés dans l'hebdomadaire Pilote (soit 142 pages), tandis que neuf récits courts de huit (pour le premier) puis seize pages (pour les huit autres) ont été publiés dans son hors-série trimestriel au format poche Super Pocket Pilote (soit 136 pages).
- Submerman, dans Pilote no 377 à 390, 1967, 28 p.
- Au-delà du grand bouchon, dans Pilote no 404 à 417, 1967, 28 p.
- Les Peuples de la mer, dans Pilote no 431 à 444, 1968, 28 p.
- « Les Mémoires de Submerman », dans Super Pocket Pilote no 1, 1968, 8 p.
- Aventure spongieuse, dans Super Pocket Pilote no 2, 1968, 16 p.
- L'Aventure sans retour, dans Pilote no 488 à 501, 1969, 28 p.
- Le Tour du courant-doux, dans Super Pocket Pilote no 3, 1969, 16 p.
- La Faune des profondeurs, dans Super Pocket Pilote no 4, 1969, 16 p.
- Le Péril vert, dans Pilote no 520 à 533, 1969, 28 p.
- L'Ambulant, dans Super Pocket Pilote no 5, 1969, 16 p.
- L'Aquarêvarium, dans Super Pocket Pilote no 6, 1969, 16 p.
- Le Grand ensemble, dans Super Pocket Pilote no 7, 1970, 16 p.
- « Drame de la mer », dans Pilote no 543, 1970, 2 p.
- Dans les eaux miroitantes des fonds mirageux, dans Super Pocket Pilote no 8, 1970, 16 p.
- L'Exilé du fond des mers, dans Super Pocket Pilote no 9, 1970, 16 p.

### Albums
- Georges Pichard (dessin) et Jacques Lob (scénario), Submerman, Éditions Jacques Glénat, coll. « BDécouvertes » :

1. Submerman, 1976  (ISBN 2723400409). Recueille les deux premiers épisodes publiés dans Pilote[2].
2. Les Peuples de la mer, 1978  (ISBN 2723400743)[4].

- Georges Pichard (dessin) et Jacques Lob (scénario), Les Mémoires de Submerman, Dargaud, coll. « 16/22 », 1979  (ISBN 2205016008). Format poche 22 cm[5].
- Pierre Le Gall, Submerman, Dargaud :

1. Submerman et l'Au-delà de l'eau, 2001  (ISBN 220505077X)[6].
2. Submerman et le Grand Cloaque, 2002  (ISBN 2205052241).